# Championnat de Ligue Professionelle 1 2003-2004
Il Championnat de Ligue Professionelle 1 2003-2004 è stato la settantottesima stagione del massimo campionato tunisino, iniziato il 17 agosto 2003 e terminato il 7 luglio 2004. Il campionato è stato vinto dall' Espérance per la ventesima volta nella sua storia e per la settima volta di fila.

## Squadre partecipanti
- Béni-Khalled
- Bizertin
- Club Africain
- Espérance
- Étoile du Sahel
- Hammam Lif
- Monastir
- Marsa
- Olympique Béja
- Sfaxien
- Stade Tunisien
- Transports Tunis

## Classifica finale
|                    | Pos. | Squadra          | Pt | G  | V  | N  | P  | GF | GS | DR  |
| ------------------ | ---- | ---------------- | -- | -- | -- | -- | -- | -- | -- | --- |
| Tunisia (bandiera) | 1.   | Espérance        | 53 | 22 | 17 | 2  | 3  | 38 | 13 | +25 |
|                    | 2.   | Étoile du Sahel  | 44 | 22 | 13 | 5  | 4  | 30 | 9  | +21 |
|                    | 3.   | Club Africain    | 42 | 22 | 11 | 9  | 2  | 32 | 15 | +17 |
|                    | 4.   | Sfaxien          | 37 | 22 | 10 | 7  | 5  | 35 | 22 | +13 |
|                    | 5.   | Marsa            | 36 | 22 | 11 | 3  | 8  | 27 | 25 | +2  |
|                    | 6.   | Stade Tunisien   | 30 | 22 | 8  | 6  | 8  | 23 | 24 | -1  |
|                    | 7.   | Hammam Lif       | 30 | 22 | 9  | 3  | 10 | 21 | 25 | -4  |
|                    | 8.   | Bizertin         | 28 | 22 | 7  | 7  | 8  | 23 | 25 | -2  |
|                    | 9.   | Monastir         | 23 | 22 | 6  | 5  | 11 | 22 | 29 | -7  |
|                    | 10.  | Olympique Béja   | 16 | 22 | 2  | 10 | 10 | 13 | 27 | -14 |
|                    | 11.  | Béni-Khalled     | 14 | 22 | 3  | 5  | 14 | 10 | 32 | -22 |
|                    | 12.  | Transports Tunis | 9  | 22 | 1  | 6  | 15 | 11 | 39 | -28 |

Legenda:
      Campione di Tunisia e ammessa alla CAF Champions League 2005.
      Ammessa alla CAF Champions League 2005.
      Ammesse alla Champions League araba 2004-2005
      Ammessa alla Coppa della Confederazione CAF 2005
      Retrocessa in Championnat de Ligue Professionelle 2 2004-2005.